# Automolis transvaalica
Automolis transvaalica là một loài bướm đêm thuộc phân họ Arctiinae, họ Erebidae.